# Epik
Epikは、2009年にロブ・モンスターが設立した、アメリカ合衆国のワシントン州に本拠を置くドメインレジストラ及びホスティング事業者である。
アメリカの急進右翼やネオナチなどの過激派のコンテンツをホスティングしていることで知られている。他のインターネットサービスプロバイダにサービス提供を拒否された極右サイトに対してもサービスを提供していることから「極右の避難所（英: haven for the far-right）」とも呼ばれる。
2018年にWiredが報じたところによると、Epikは顧客のウェブサイトが違法状態にあったという報告に対して対応を行わなかった。これはアメリカ合衆国内に本拠を置くドメインレジストラとしては特異的であるとしている。またレジットスクリプトが報告した違法薬物や偽造薬の販売に対しても対応を行ってなかった。

## 歴史
Epikは最高経営責任者でもあるロブ・モンスターが2009年に創業した。2018年までドメインの販売に注力していたが、同年にGabのホスティングを開始したことから注目を集めた。

### 他社の買収
2019年2月にEpikは、ワシントン州のバンクーバーを拠点とし、DDoS攻撃などの影響を低減する製品を提供するセキュリティ企業のBitMitigateを買収した。同社はEpikの一部門として運営が継続され、BitMitigateを創設したニコラス・リムは一時Epikの最高技術責任者を務めた。
同年第二四半期にはホスティング企業であるSibyl Systems Ltd.を買収した。南部貧困法律センター（SPLC）によれば、Sibyl Systemsは2018年10月22日にノルウェーもしくはイングランドを拠点として創設された。同社は設立直後に、2018年10月27日にピッツバーグで発生したシナゴーグ銃撃事件の犯人が利用したことで、別の事業者からサービスを停止させられていたSNSであるGabのホスティングを開始した。SPLCはSibyl Systemsを「透明性が低く、所有者の履歴が不明瞭で、活動拠点も明確でない影の事業者」と評した。

### Epikに対する他社のサービス提供中止
2019年8月3日に発生したエルパソ銃乱射事件の加害者とされる者が、「マニフェスト」を公開した画像掲示板8chanへのサービスが、当時8chanへサービスを提供していた事業者によって停止された。Epikは8chanのホスティングを開始したが、Epikへハードウェアとインターネット接続を提供していたVoxilityがEpikへのサービス提供を中止した。そのため8chanは再びオフラインとなり、Epikの他の顧客のウェブサイトもオフラインとなった。Amazon.comはGabのサブドメインのホスティングを行っているという通知を受けたためそのサブドメインをオフラインにしたのち、Epikと協力して8chanへサービスを提供していないかの確認を開始したが、引き続きAmazonはEpikに対してサービス提供を行った。その他、9日にクラウド事業者のLinodeはEpikに対し、サービス停止を表明した。
2020年10月、決済サービスを提供するPayPalは、Epikが提供する代替通貨「Masterbucks」に関連する財務的リスクを理由として、Epikに対するサービスを終了させた。MashableはPayPalが資金洗浄の可能性を懸念したことが理由であるとし、Epikはこの問題を認識してから一ヶ月間、適切な措置を行わなかったからであるとしている。他にもMasterbucksの使用によって生まれる「税金上のメリット」を宣伝することの問題も、PayPalによるサービス終了の一因であるとしている。Epikはその後、PayPal・ハンター・バイデン・Bloombergなどに宛てた「錯乱した一連の公開書簡（英: a series of unhinged open letters）」を公開し、PayPalが保守的であったことがサービス終了の原因であると主張した。

## 顧客と評価
Epikは自らを「言論の自由の守護者」と評しており、CEOのロブ・モンスターは過激なコンテンツをホストするという決定は「偏見や好みにとらわれず、あらゆる意見を歓迎する」というEpikの姿勢を表しているとし、SNSのGab、動画共有サイトのBitChute、陰謀論サイトのInfoWars、ネオナチ掲示板サイトのThe Daily Stormer、極右的なコンテンツを保持するウェブサイトにサービスを提供している。このことから、メディアは
- 「極右のための安全な避難場所（英: a safehaven for the extreme right）」（Vice、2019年[2]）
- 「極右ウェブサイトのための家（英: a home for far-right websites）」（シアトル・タイムズ、2021年[16]）
- 「右翼のオンライン上の友人（英: right wing’s best friend online）」（Fortune、2021年[17]）

とEpikを評している。
en:Counter Extremism ProjectのJoshua Fisher-BirchはこのEpikの姿勢を批判し、「Epikはこれを反検閲の崇高な運動として描いているが、彼らは暴力を求める声を増幅し続けるというビジネス上の決断をしている」と述べた。2021年2月、Bobby AllynはNPRに寄稿した中で以下のように述べた。
SPLCのMichael Edison Haydenは、TwitterやFacebookなどを含むインターネット上でヘイトスピーチが見られるとしたうえで、以下のように評した。